# Chrysler Auburn Hills
Chrysler Auburn Hills es un complejo de edificios construido por Chrysler Corporation, actualmente propiedad de Stellantis, que se encuentra situado en Auburn Hills, Míchigan, Estados Unidos. 

## Historia
Desde su fundación en 1925 y hasta 1992 Chrysler Corporation tenía su sede corporativa en Highland Park, Míchigan, Estados Unidos. Los departamentos técnicos y administrativos se encontraban dispersos en diferentes emplazamientos. En los años ochenta, debido a las ineficiencias y dificultades de comunicación generadas por esta dispersión, se planea la construcción de una nueva sede que los aglutine a todos. La firma de arquitectura seleccionada para todo el complejo fue Smith, Hinchman & Grylls, con la que el grupo automovilístico colaborada ya desde sus inicios en los años 20. Las obras de construcción del nuevo complejo en Auburn Hills dieron comienzo en 1986 con el Chrysler Technology Center (CTC) que fue inaugurado en 1991. Por su parte, las obras de construcción del edificio corporativo lo hicieron después, en 1993, abriéndose en 1996. El último edificio en construirse fue el destinado al Museo Walter P. Chrysler, cuyas obras comenzaron el 19 de noviembre de 1996 siendo inaugurado el 5 de octubre de 1999. Hasta 2014 el complejo fue sede del Grupo Chrysler. En 2014 y después de la integración de Chrysler Group LLC en Fiat S.p.A., el centro es propiedad de Fiat Chrysler Automobiles y es uno de los dos centros de operaciones de la compañía junto con el Lingotto en Turín, Italia.

## Descripción
Con un coste de 1.600 millones de dólares, el complejo se sitúa en una propiedad de más de 2.000.000 de metros cuadrados 48 kilómetros al norte de Detroit. Las instalaciones tienen una superficie total bajo cubierta de 492.000 metros cuadrados, siendo por su tamaño el segundo mayor edificio de los Estados Unidos, superado solamente por el Pentágono. El complejo aglutina todas las oficinas corporativas y departamentos técnicos de la empresa, desde el diseño y desarrollo hasta la producción. En el trabajan 15.000 empleados de Chrysler y sus proveedores. Todo el centro se encuentra iluminado por un amplio sistema de claraboyas que difunde luz natural en el interior, así como una red de pasillos interiores decorados a modo de jardín. Se encuentra rodeado por amplias zonas verdes.

### Chrysler World Headquarters

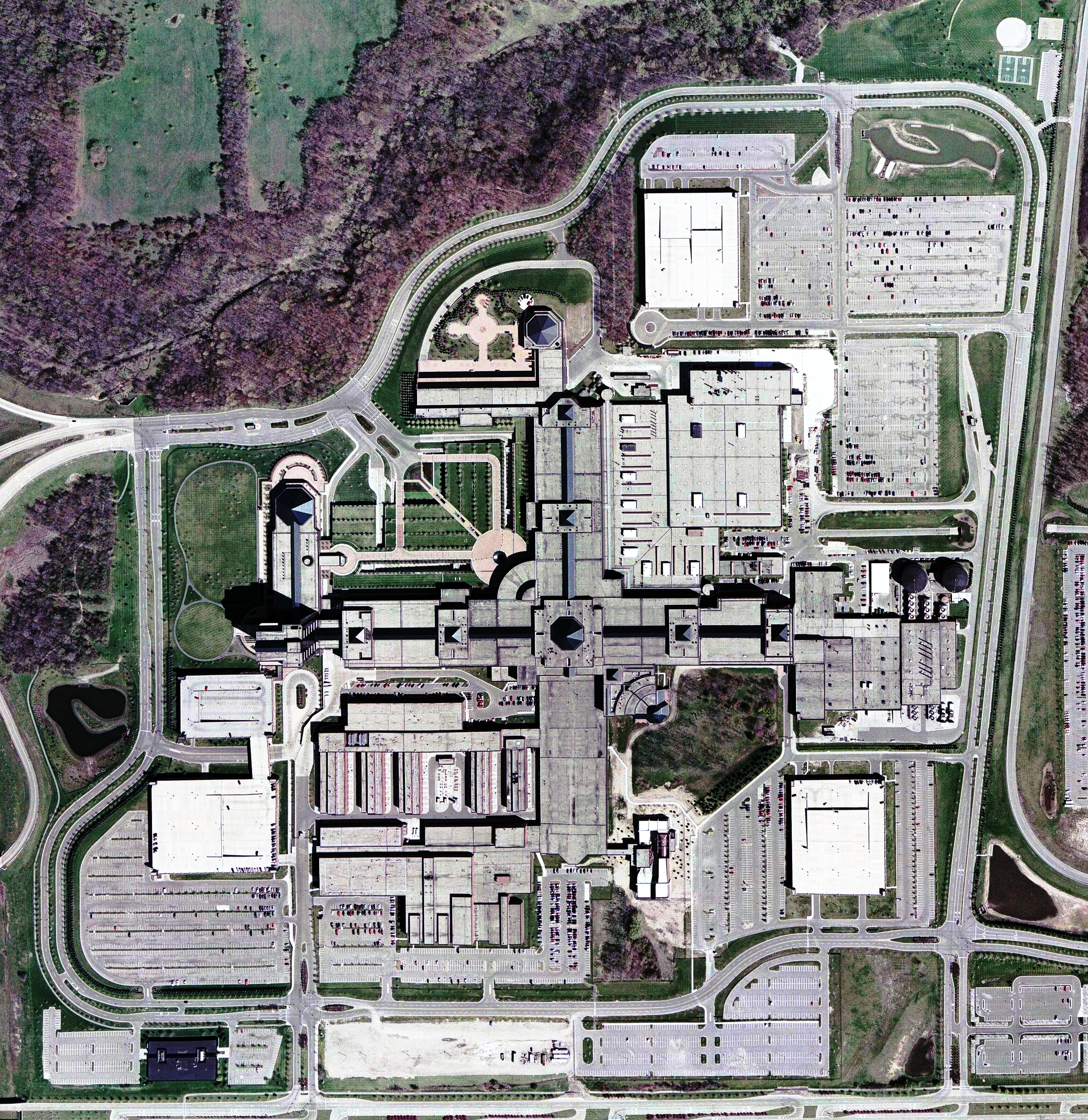
Vista aérea del complejo

El edificio corporativo fue diseñado por CRSS Architects y SmithGroupJJR y costó 201 millones de dólares. Tiene una altura de 75,9 metros y 15 plantas. La fachada y entrada principal se encuentra orientada al oeste, lindando con la interestatal 25. La fachada combina aluminio, cristal y granito y es del tipo muro cortina de estilo modernista. De esquinas redondeadas, la torre está coronada por un lucernario acristalado de grandes dimensiones que tiene continuidad en el lateral al dar forma a la parte superior de una gigantesca Pentastar, logotipo histórico del Grupo Chrysler. El edificio alberga a los principales ejecutivos y al personal que se ocupan de los asuntos legales, la contabilidad, las finanzas, los asuntos gubernamentales, las operaciones internacionales, los recursos humanos, las relaciones laborales, la comunicación, el marketing, las ventas y los servicios. En ella trabajan más de 1.100 personas.

### Chrysler Technology Center (CTC)
El edificio principal, integrado en el complejo, cuenta con una estructura en forma de aspa y su interior es diáfano. En él trabajan los equipos técnicos formados por más de 9.000 profesionales de distintos departamentos. El Chrysler Technology Center cuenta con ocho estudios de diseño, varios laboratorios científicos, una planta piloto de 15.800 metros cuadrados de superficie y una pista de pruebas de 2,9 kilómetros de longitud.

### Museo Walter P. Chrysler

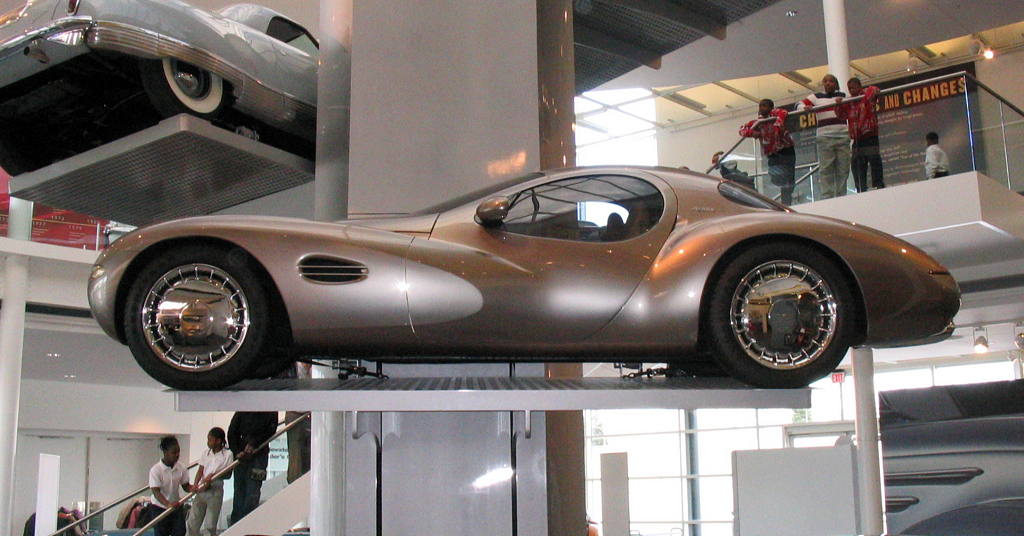
Museo Walter P. Chrysler

El Museo Walter P. Chrysler preserva y expone una colección de automóviles, prototipos, motores, carteles y objetos que cubren la historia de grupol automovilístico. El museo se encuentra situado en una parcela más de 40.000 metros cuadrados en la zona sudeste del complejo y consta de un edificio de granito rojo y vidrio, de estética similar a la de todo el complejo. Tiene tres plantas y una superficie construida de 55.000 metros cuadrados.

### Otros

#### Centro de formación
En el complejo se encuentra además un centro de formación de 6.500 metros cuadrados.

#### Centro de conferencias
Dispone de un centro para conferencias.

#### Zonas de ocio y servicios
Cuenta con cinco comedores, cafeterías y restaurantes, un gimnasio, una clínica, varias tiendas, dos peluquerías, salas para madres con bebés, áreas de recreo y descanso, un destacamento de bomberos y 15.541 plazas de aparcamiento.

### Espacios verdes
Los espacios verdes cuentan con más de 600.000 metros cuadrados de césped, 2.000 metros cuadrados de zonas ajardinadas y más 5.000 árboles que rodean la propiedad. Además tiene cuatro humedales naturales que comprende aproximadamente 60.000 metros cuadrados, un jardín polinizador, un sendero de 7 kilómetros, así como un área destinada a actividades deportivas y de ocio con un campo de softbol, canchas de baloncesto, canchas de voleibol y mesas para pícnic.
Los espacios verdes son además el hábitat de una gran variedad de especies de vida silvestre, incluyendo garzas, cormoranes, patos, conejos y tortugas.